# Dobrolevo, Vrața
Dobrolevo (în bulgară Добролево) este un sat în comuna Borovan, regiunea Vrața,  Bulgaria. 

## Demografie
Componența etnică a satului Dobrolevo
     Romi (4,62%)
     Bulgari (86,01%)
     Nicio identificare (8,9%)
     Altele (0,8%)
La recensământul din 2011, populația satului Dobrolevo era de 865 locuitori. Din punct de vedere etnic, majoritatea locuitorilor (86,01%) erau bulgari, cu o minoritate de romi (4,62%). Pentru 8,9% din locuitori nu este cunoscută apartenența etnică.